# Дрезано
Дреза̀но (на италиански: Dresano, на западноломбардски: Dresàn, Дрезан) е малко градче и община в Северна Италия, провинция Милано, регион Ломбардия. Разположено е на 91 m надморска височина. Населението на общината е 3084 души (към 2012 г.).